# ألينا روبرت
ألينا روبرت هي ممثلة كوبية، ولدت في القرن العشرين في هافانا في كوبا.

## وصلات خارجية
- الموقع الرسمي
- ألينا روبرت على موقع IMDb (الإنجليزية)